# 호펜섬

호펜 섬

호펜섬(Hopen)은 노르웨이령 스발바르 제도 남동쪽의 작은 섬이다. 면적 47 km2이다. 노르웨이 기상청의 유인 기상 관측소에 4명의 기술자가 상주하고 있다.